# Класична гімназія при ЛНУ імені Івана Франка
Класична гімназія при Львівському національному університеті імені Івана Франка (1992—1996 — Львівська гуманітарна гімназія для юнаків, 1996—1999 — Львівська державна гуманітарна гімназія) — загальноосвітній навчальний заклад для учнів п'ятих-одинадцятих (дванадцятих) класів, що розташований у Франківському районі міста Львова. Засновники навчального закладу — Львівська міська рада та ЛНУ ім. Івана Франка.

## Історія
Класична гімназія була створена у липні 1992 року, як Львівська гуманітарна гімназія для юнаків. З 1992 по 1995 рік шлолу очолював Підкова Ігор Зіновійович. Пізніше, 1996 року гімназія була переформатована у Львівську державну гуманітарну гімназію при Львівському державному університеті імені Івана Франка. А 1999 року навчальний заклад здобув сучасну назву — Класична гімназія при Львівському національному університеті імені Івана Франка.

## Спеціалізація
Гімназія профілюється на вивченні предметів гуманітарного циклу, а саме: іноземні мови (англійська — вивчається поглиблено, німецька та класичні мови — латинська та старогрецька мови); історія; правознавство; географія; українська мова та література.

## Працівники гімназії
На даний час в Гімназії працює 43 педагоги. 31 із них мають вищу кваліфікаційну категорію, 13 — звання «Старший вчитель», 12 — звання «Вчитель-методист», троє є «Відмінниками освіти України».

## Досягнення

### Вчителі
Педагоги гімназії щорічно отримують грамоти Управління освіти ЛОДА, подяки міського голови м. Львова та ректора ЛНУ ім. Франка.

### Учні
Гімназисти стають призерами Всеукраїнських предметних олімпіад з гуманітарних і природничих дисциплін, переможцями різноманітних конкурсів.
Учні та вчителі гімназії постійно беруть участь у програмах партнерських обмінів.

## Рейтинг
Згідно з Українським центром оцінювання якості освіти, за результатами ЗНО 2017 року Класична гімназія посіла 2 місце серед усіх державних навчальних закладів Львова.
Крім того, видання «Фокус» провело всеукраїнський аналіз за результатами ЗНО 2016-го року, згідно з яким гімназія посідає 19 місце серед усіх шкіл України.
За результатами ЗНО 2019 року Класична гімназія посіла 3 місце серед шкіл Львова.